# Fantasia 2000
| Portal | Portal:Disney |

 For alternative betydninger, se Fantasia. (Se også artikler, som begynder med Fantasia)
Fantasia 2000 (1999) er en fortsættelse til Disney-tegnefilmen Fantasia. Ligesom denne består Fantasia 2000 af otte animerede sekvenser, som uden dialog ledsager otte klassiske musikstykker, hvoraf Troldmandens Lærling dog er en genganger.

## Indhold
Til forskel fra den oprindelige Fantasia hvor Deems Taylor præsenterede alle sekvenser, indledes hver sekvens af en berømthed i denne udgave.

### Sekvens 1:Ludwig van Beethoven–Symfoni Nr. 5 i c-mol, Op. 67
Lystråler fra skyer og flyvende geometriske sommerfugle præger denne abstrakte åbningssekvens. Steve Martin præsenterer selve programmet efter sekvensen, hvor overgangen til anden sekvens starter.

### Sekvens 2:Ottorino Respighi–Roms pinjer
Denne sekvens er kunstnerisk og indeholder svævende hvaler, meget langt fra den egentlige fortælling om fyrretræerne i Rom. Denne sekvens bliver præsenteret af Itzhak Perlman

### Sekvens 3:George Gershwin–Rhapsody in Blue
En Manhattan dagligdag er temaet for denne sekvens, som er i den mere minimalistiske stil. Sekvensen bliver præsenteret af Quincy Jones.

### Sekvens 4:Dmitrij Sjostakovitj–Klaverkoncert Nr. 2
Af særlig interesse for et dansk publikum er denne sekvens, som genfortæller H.C. Andersens Den standhaftige tinsoldat, dog (ligesom Disneys version af Den lille havfrue) hollywoodificeret med en Happy End. Denne sekvens er præsenteret af Bette Midler.

### Sekvens 5:Camille Saint-Saëns–Dyrenes Karneval
Denne humoristiske sekvens viser en legesyg lilla flamingo med en yoyo. Denne sekvens præsenteres af James Earl Jones.

### Sekvens 6:Paul Dukas–Troldmandens Lærling
Denne sekvens med Mickey Mouse som Troldmandens lærling er hentet fra den oprindelige Fantasia. Sekvensen bliver præsenteret af Penn & Teller.

### Sekvens 7:Edward Elgar–Pomp og Pragt March Nr. 1
Denne sekvens er bygget på den Bibelske fortælling om Noahs Ark, her er det dog Anders And som har hovedrollen. Sekvensen bliver præsenteret af James Levine

### Sekvens 8:Igor Stravinskij–Ildfugle Suiten
Programmet slutter med denne dramatiske sekvens om det gode og skabende symboliseret med skov-fe versus det onde og destruktive symboliseret med en ild-dæmon. Denne sekvens bliver præsenteret af Angela Lansbury.